# Martin Schulz van Treeck
Pour les articles homonymes, voir Martin Schulz (homonymie) et Schulz.
Martin Schulz van Treeck (Berlin, 16 novembre 1928 - Saint-Michel en Charente, 19 octobre 1999) est un architecte allemand.

## Biographie
Il était un élève de l'architecte Jean Ginsberg.
Plus intéressé par la forme de l'espace que par l'objet architectural, il utilisait un outil de visualisation des bâtiments projetés, créé par lui-même, appelé relatoscope. 

## Réalisations
- À Laval, l'ensemble Murat, l'immeuble La Charmille, rue des Étaux, et l'aménagement d'entrée de ville, côté Tour Rennaise[3].
- Orgues de Flandre